# 乌鲁木齐市第五十四中学
43°51′15″N 87°33′50″E / 43.85410°N 87.56393°E
乌鲁木齐市第五十四中学，是中国新疆的一所公立中学，位于新疆维吾尔自治区乌鲁木齐市新市区北京南路571号。

## 特点
其前身是1955年成立的乌鲁木齐县第一中学。1991年9月由乌鲁木齐县第一中学、第四中学、原乌鲁木齐县师范学校、职业高中合并为新的乌鲁木齐县第一中学。2001年9月6日，学校挂牌成为乌鲁木齐市第五十四中学。2006年11月，隶属新市区政府管理。学校有设置跆拳道等课程。